# 光之传说 (游戏)
《光之传说》是一款由Advance Communication Company制作，Tonkin House发行的角色扮演类游戏。本游戏于1992年7月3日在日本地区超级任天堂发行。
故事的主要情节为玩机需要收养一个虚弱的英雄，并让他成为一个独立的人。地图上的战斗场景像一个虚拟世界。玩家为了击败敌人而不能离开地图。游戏中所有的画图具有漫画风格。